# Ousmane Zeidine Ahmeye
Ousmane Zeidine Ahmeye est un footballeur international nigérien né le 9 juin 1994. Il évolue au poste d'attaquant au FC Dordoi Bichkek au Kirghizistan.

## Biographie

### En club
En juin 2013, Ahmeye signe pour le SCO Angers. Il n'apparaît cependant qu'au sein de la réserve, qui évolue en CFA 2. À l'été 2014, il quitte le club angevin pour le Saint-Colomban Sportive Locminé, également en CFA 2.
Le 17 août 2016, Ahmeye s'engage au Dordoi Bichkek.

### Carrière Internationale
Ahmeye réalise ses débuts avec l'équipe du Niger le 23 mars 2013, contre le Burkina Faso. Ce match perdu 4-0 rentre dans le cadre des éliminatoires du mondial 2014.

## Palmarès
- Vainqueur de la Coupe du Kirghizistan en 2016 avec le Dordoi Bichkek[4].